# Клод Лейдю
Клод Лейдю́ (фр. Claude Laydu; 10 березня 1927, Брюссель, Бельгія — †29 липня 2011, Массі, Франція) — бельгійський та французький актор і телевізійний продюсер. Більшу частину життя працював у Франції.

## Життєпис
Клод Лейдю народився 10 березня 1927 року в Брюсселі, Бельгія. У 1947 році переїхав до Парижа, де навчався в Консерваторії драматичного мистецтва. Працював у трупі Мадлен Рено та Жана-Луї Барро в паризькому Театрі Маріньї.
Клод Лейдю став відомим завдяки виконанню головної ролі кюре з Амбрікура у фільмі Робера Брессона «Щоденник сільського священика» (1950), знятому за однойменним романом 1936 року Жоржа Бернаноса.
У 1962 році Лейдю разом з дружиною Крістін Баллі створив телевізійне лялькове дитяче шоу «На добраніч, малюки» («Bonne Nuit ле Petits»), у якому виступав як продюсер і виконував головну роль оповідача до закриття програми у 1997 році.
Клод Лейду помер 29 липня 2011 року в місті Массі (департамент Ессонн у Франції) від серцевого захворювання.

## Фільмографія (вибіркова)
| Рік  |   | Українська назва              | Оригінальна назва              | Роль               |
| ---- | - | ----------------------------- | ------------------------------ | ------------------ |
| 1950 | ф | Щоденник сільського священика | Journal d'un curé de campagne  | кюре Амбрікура     |
| 1951 | ф | Поїздка до Америки            | Le voyage en Amérique          | Франсуа            |
| 1952 | ф | Серце Казбеку                 | Au coeur de la Casbah          | Мішель             |
| 1952 | ф | Ми всі вбивці                 | Nous sommes tous des assassins | Філіпп Арно        |
| 1952 | ф | Шлях у Дамаск                 | Le chemin de Damas             | Етьєн              |
| 1953 | ф | Я був священиком округу       | La guerra de Dios              | Андрес             |
| 1953 | ф | Без відпущення гріхів         | Le bon Dieu sans confession    | Ролан Дюпон        |
| 1953 | ф | Дорога Наполеона              | La route Napoléon              | П'єр Маршан        |
| 1954 | ф | Распутін                      | Raspoutine                     | панотець Олександр |
| 1954 | ф | Аттіла завойовник             | Attila                         | Валентініано Цезар |
| 1955 | ф | Ціна кохання                  | Interdit de séjour             | П'єр Менар         |
| 1956 | ф | Альтаїр                       | Altair                         | Россі              |
| 1956 | ф | Симфонія кохання              | Sinfonia d'amore               | Франц Шуберт       |
| 1957 | ф | Колесо                        | La roue                        | Ролан Петельєр     |
| 1960 | ф | Діалог кармеліток             | Le dialogue des Carmélites     | Шевальє де ля Форс |
| 1961 | ф | Італійське каприччіо          | Italienisches Capriccio        | Карло Гольдоні     |
| 1963 | ф | Мафія в загородженні          | Mafia alla sbarra              |                    |

## Визнання
| Рік          | Категорія                 | Фільм                         | Результат |
| ------------ | ------------------------- | ----------------------------- | --------- |
| Премія BAFTA |                           |                               |           |
| 1954         | Найкращий іноземний актор | Щоденник сільського священика | Номінація |